# Дима, Игорь Дмитриевич
Игорь Дмитриевич Дима (рум. Igor Dima; 11 февраля 1993, Кишинёв, Молдавия) — молдавский футболист, нападающий.

## Карьера
С ранних лет Игорь Дима занимался в школе «Шерифа» и играл за юношеские команды клуба. С 15 лет вызывался под знамёна различных сборных Молдавии. 24 октября 2009 года, в возрасте 16 лет, дебютировал на поле в выездном матче против юношеской сборной Италии. Свой первый гол за юношескую сборную забил спустя 6 дней после матча с Италией, в ворота сборной Греции. В отличие от большинства своих ровесников, Дима дебютировал сразу за первую команду «Шерифа», а уже потом за дубль. Случилось это 13 мая 2011 года в матче против бендерского «Динамо», который «Шериф» выиграл со счетом 7:0. Сезон 2011/12 Игорь Дима начал в составе «Шерифа-2», в первых пяти турах Дивизиона «A» Дима забил 7 голов, причем 3 из них в ворота действующего на тот момент чемпиона Дивизиона — бельцкого «Локомотива». Зимой 2013 года нападающий был отдан в аренду в ФК «Тирасполь», за который Игорь провёл 10 матчей в чемпионате. В феврале 2014 года футболист вернулся из аренды в «Шериф». По итогам сезона 2013/14 стал во второй раз чемпионом Молдавии.
В июле 2014 года был отдан в аренду в молдавский «Саксан». В дальнейшем играл за клубы «Сперанца» (Ниспорены), «Петрокуб», «Сфынтул Георге». С 2019 года не выступал в соревнованиях высокого уровня.
Всего в высшем дивизионе Молдавии сыграл 84 матча и забил 7 голов. В еврокубках в составе «Шерифа» провёл 3 матча.

## Достижения
- Чемпион Молдавии (2): 2011/12, 2013/14
- Обладатель Кубка Молдавии (1): 2012/13
- Обладатель Суперкубка Молдавии (2): 2012, 2013